# Volodímir (ciutat)
Volodímir (ucraïnès: Володимир, polonès Włodzimierz, rus: Влади́мир Vladímir, llatí Lodomeria) és una ciutat d'importància regional situada a l'óblast de Volínia, al nord-oest d'Ucraïna. És el centre administratiu del raion de Volodímir-Volinski i centre també de la pròpia óblast. La ciutat és el centre històric de la regió de Volínia i la capital històrica del Principat de Galítsia-Volínia.
El nom medieval en llatí de la ciutat va esdevenir l'homònim del Regne de Galítsia i Lodomèria a l'Imperi Austrohongarès, del qual la ciutat en si no en formava part. A 5 quilòmetres al sud de Volodímir es troba Zimne, on s'ubica el més antic monestir ortodox de Volínia.

## Història

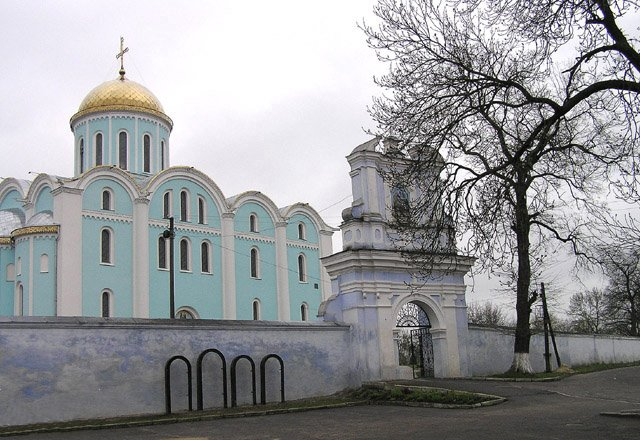
Catedral de l'Assumpció: construïda per Mstislav Iziaslàvitx en 1160, esfondrada el 1829, restaurada el 1896-1900

La ciutat és un dels pobles més antics de Rutènia. Va prendre el seu nom en honor del rei VolodímIr el Gran (nascut a Budiatitxi, ucr. Будятичі, prop de l'actual Volodímir), el qual va fundar una fortalesa a les terres preses a la tribu polonesa dels lendians al voltant del 981. A 988 la ciutat va esdevenir la capital del Principat de Vladímir i una seu d'un bisbat ortodox tal com s'esmenta a la Crònica Primària.
En 1160 es va acabar la construcció del Sobor de la Dormició de la Santíssima Mare de Déu. Al segle xiii la ciutat es va convertir en part de Galítsia-Volínia com una de les ciutats comercials més importants de la regió. Des de la conquesta de Batu Khan en 1240, la ciutat va ser subordinada a l'Imperi Mongol juntament amb altres principats rutens. Al segle xiv, el metropolità Teognost de tota la Rus' va residir a la ciutat durant diversos anys abans de traslladar-se a Moscou.
En 1349 el rei Casimir el Gran va prendre la ciutat, i, posteriorment, va romandre al Regne de Polònia. En 1370 va ser presa pel Gran Ducat de Lituània i no va ser fins a la Unió de Lublin de 1569 que va tornar a la Corona de Polònia. Mentrestant se li van atorgar a la ciutat els drets de Magdeburg en 1431.
El 17 juliol de 1792 va tenir lloc una batalla (la batalla de Włodzimierz) a l'entorn de la localitat: una força polonesa numèricament inferior encapçalada per Tadeusz Kościuszko va derrotar l'exèrcit rus. La ciutat seguí sent una part de Polònia fins a la partició de 1793, quan l'Imperi Rus la va annexionar. Volodímir es va mantenir dins de l'Imperi Rus fins al 1917.
Als segles xviii i xix la ciutat va començar a créixer ràpidament, sobretot gràcies a un gran nombre de jueus que s'establiren allà. A la segona meitat del segle xix aquests constituïen la majoria dels habitants locals. Segons el Diccionari Geogràfic del Regne de Polònia
a finals del segle xix la ciutat tenia 8.336 habitants, 6.122 d'ells jueus.
Al començament de la Primera Guerra Mundial, Volodímir va ser l'escenari de diversos combats. El 3 agost del 1914 les tropes austrohongareses intentaren capturar la ciutat, però van sofrir grans pèrdues a mans del regiment rus de Borodinò, i es van veure obligats a retirar-se. Quan es van evacuar les oficines del govern de la ciutat també és va evacuar població.
El 1915, Vladimir-Volyn va ser ocupada per les tropes austro-hongareses. La ciutat albergà les unitats dels Fusellers ucraïnesos de la Sitx (ucraïnès: Українських Січових Стрільців).
Immediatament després de la Primera Guerra Mundial l'àrea va esdevenir una zona en disputa entre Polònia, la Rússia bolxevic i la República Popular d'Ucraïna. Sota els termes del Tractat de Pau de Riga de 1921, Volodímir es va convertir en part de Polònia, i va ser un dels centres de districte del Voivodat de Volínia.
En el període d'entreguerres Volodímir va romandre com una petita ciutat de províncies, sense indústria. La població, la majoria de la qual eren polonesos i jueus es dedicava al petit comerç.
Arran del pacte Mólotov-Ribbentrop la ciutat va ser presa per les forces soviètiques el 19 de setembre de 1939, i en 1940-1941, l'NKVD soviètic hi organitzà assassinats en massa d'oficials de policia polonesos, que havien estat capturats durant i després de la invasió de Polònia. Les primeres fosses comunes es van trobar el 1997, i després se'n van trobar més el 2013. Els arqueòlegs polonesos de Toruń, que duien a terme la tasca, braç a braç amb experts ucraïnesos, van trobar botons de policia polonesos i uniformes. D'altra banda, algunes de les víctimes eren de l'exèrcit polonès, i entre els assassinats hi havia ucraïnesos locals i jueus. Totes les 700 víctimes del terror soviètic van ser enterrades en un cementiri de Volodímir, al novembre de 2013.
El 23 de juny de 1941, la ciutat va ser capturada per Alemanya. Durant la Segona Guerra Mundial hi va haver un camp de concentració nazi prop de la ciutat. En el transcurs de la Segona Guerra Mundial va ser reconquerida finalment per l'Exèrcit Roig el 20 de juliol de 1944 i annexada a l'RSS d'Ucraïna, Durant la Guerra Freda hi havia una base aèria al nord-est de la ciutat, en concret a Jovtnevi.
Ucraïna va obtenir la independència nacional el 1991, la qual cosa ha contribuït a un major desenvolupament de la cultura nacional, la recuperació de les tradicions ucraïneses i tresors culturals. No obstant això, la profunda crisi econòmica de mitjan dècada del 1990 va tenir un impacte negatiu en el seu desenvolupament.

## Esglésies a Volodímir
L'antic lloc de culte a la ciutat era l'anomenat Khram (ucraïnès: храм que vol dir "temple") de Volodímir, erigit a diversos quilòmetres del centre de la ciutat moderna i esmentat per primer cop en una litopis ucraïnès: Літопис crònica) de 1044. L'església més antiga existent és la Catedral de l'Assumpció construïda per Mstislav Iziaslàvitx en 1160. A finals del segle xviii va caure en desús i finalment es va esfondrar el 1829, però va ser restaurada entre 1896 i 1900. La tercera de les esglésies ortodoxes antigues és una catedral ortodoxa de Basili el Gran, que va ser construïda probablement en els segles xvi o xv, tot i que les llegendes locals conten que Volodímir el Gran la va construir-la poc temps després de l'any 992.

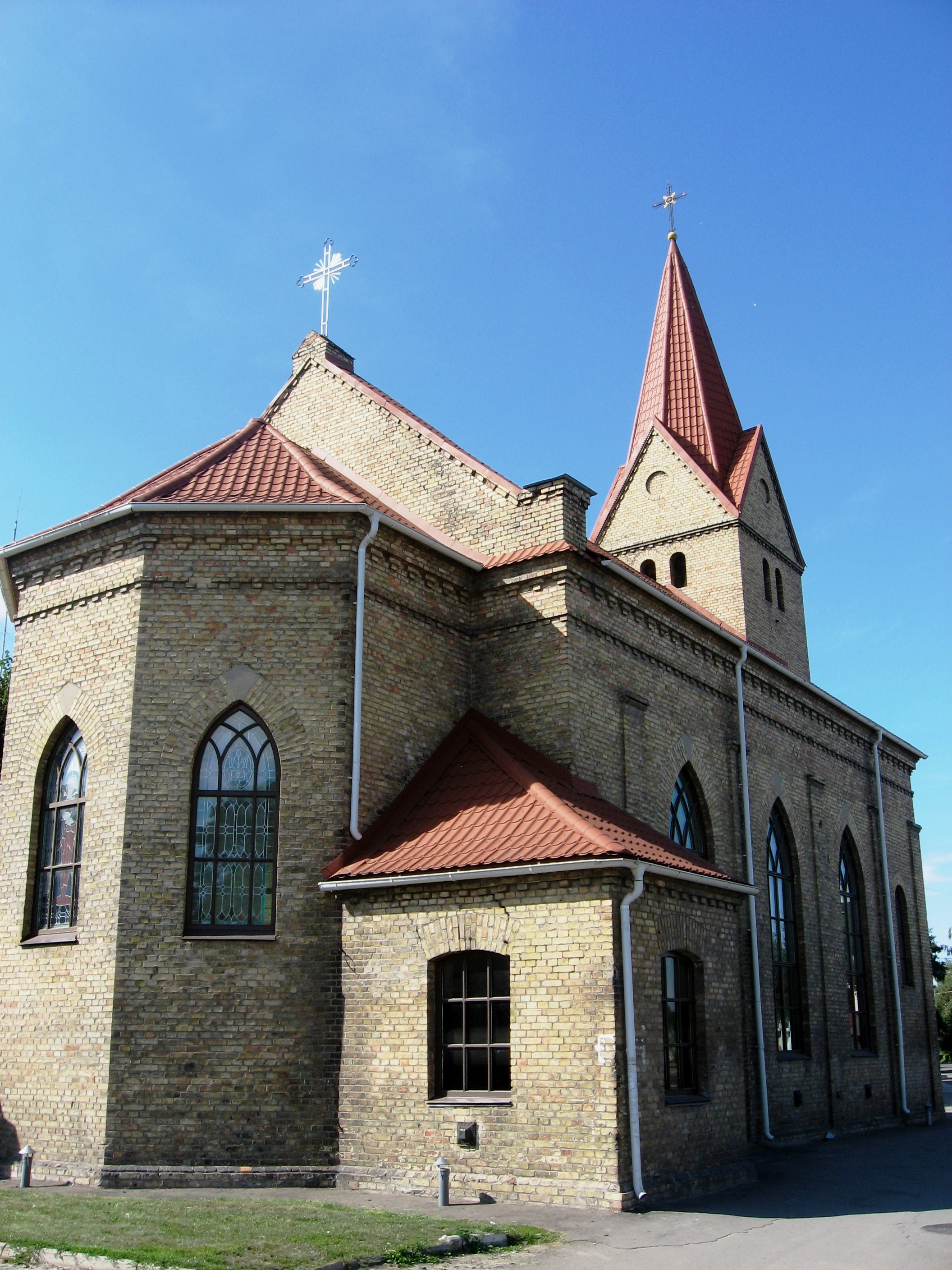
Església grecocatòlica (abans luterana)

El 1497 el duc Alexandre Jagelló va erigir una església catòlica de la Santíssima Trinitat i un monestir dominic. El 1554 una altra església catòlica de fusta va ser fundada per la princesa Anna Zbaraska, que va ser substituïda més tard per una nova Església catòlica romana dels Sants Joaquim i Anna el 1836. El 1755 l'starost de Slónim Ignacy Sadowski hi va erigir una església jesuïta i el 1780 una Església grecocatòlica de Sant Josafat es va afegir a la llista. Després que l'Imperi Rus s'apoderés de la ciutat a conseqüència de les particions de Polònia, tots dos últims santuaris van ser confiscats i donats a les autoritats de l'Església Ortodoxa, que els convertí en un monestir ortodox i una església, respectivament, mentre que el convent dels dominics va ser convertit en un edifici administratiu.

## Museu
També existeix un Museu d'història de Volodímir, un monument arquitectònic del segle xix.

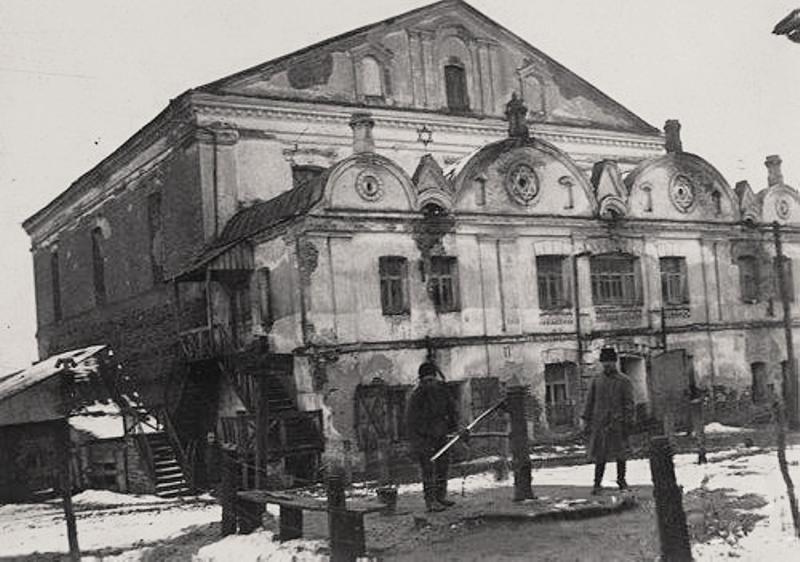
Gran Sinagoga, destruïda pel govern soviètic després de la Segona Guerra Mundial

## Ciutats agermanades
Volodímir està agermanada amb:
- Kętrzyn, Polònia
- Hrubieszów, Polònia

## Personalitats conegudes
- Josafat Kuncewič - arqueparca (arquebisbe), de l'Església grecocatòlica ucraïnesa, màrtir i sant de l'Església Catòlica,
- Amtiloqui (Amtylochiusz) - bisbe i sant de l'Església Ortodoxa,
- Ipatii Potii - bisbe, escriptor i humanista, cofundador i defensor de la Unió de Brest,
- Wacław Hipsz - protonotari apostòlic de l'Església Catòlica, prefecte de l'Educació Secundària a Volodímir fins al 1939,
- Juliusz Bardach - historiador del dret, professor de la Universitat de Varsòvia,
- Teresa Lewtak-Stattler - activista social i membre meritòria de l'Armia Krajowa, a la Segona Guerra Mundial va participar en operacions especials contra oficials alemanys nazis d'alt rang a la Polònia ocupada i va participar en l'ajuda humanitària clandestina als jueus del Gueto de Varsòvia; personera stalag, consellera de la capital Varsòvia,
- Józef Han - president de la societat dels veterans de la 27a Divisió d'Infanteria de l'Exèrcit Nacional (Polònia) de Hrubieszów,
- Jerzy Strojnowski - psiquiatre, filòsof i escriptor, professor i cofundador de l'Institut de Psicologia de la Universitat Catòlica de Lublin Joan Pau II
- Jerzy Antczak - director de cinema,
- Jan Tadeusz Stanislawski - escriptor, humorista i actor.
- Ahatànhel Krimski - orientalista i poliglota.